# Hugo van Sint-Omaars
Hugo van Sint-Omaars ook wel Hugo van Falkenberg (overl, 1106) was vorst van Galilea en heer van Tiberias vanaf 1101 tot zijn dood.
Hugo was een kruisvaarder die mee ging met de Eerste Kruistocht in het contingent van Boudewijn van Boulogne. Volgens Fulcher van Chartres, de kroniekschrijver van Boudewijn, werd Hugo geboren in Terwaan (Thérouanne) dat in het district lag van zowel Fauquembergues (Falkenberg) en Sint-Omaars, waardoor zijn afkomst aan beide plaatsen gelieerd werd. In 1098 volgde Hugo zijn heer Boudewijn naar Mesopotamië waar de stad Edessa werd aangedaan. Binnen het jaar benoemde Boudewijn zich tot graaf van Edessa. Hugo werd belast met het inventariseren en het in kaart brengen van het landschap van Edessa. In 1101 bevond Hugo zich in Jeruzalem, daar werd Tancred van Galilea benoemd tot regent van Antiochië, waardoor de positie in het vorstendom Galilea vacant was en Hugo daarvoor benoemd werd. Net na de val van Tyrus in 1105 werden er twee burchten gebouwd onder leiding van Hugo, die van Toron en Chastel Neuf. Tijdens een plundertocht op Turks grondgebied werden Hugo en zijn manschappen in een hinderlaag aangevallen, gevangengenomen en geëxecuteerd in 1106. Zijn opvolger werd Gervaise van Bazoches.